# Bonita (Luisiana)
Bonita é uma vila localizada no estado americano de Luisiana, na Paróquia de Morehouse.

## Demografia
Segundo o censo americano de 2000, a sua população era de 335 habitantes. 
Em 2006, foi estimada uma população de 318, um decréscimo de 17 (-5.1%).

## Geografia
De acordo com o United States Census Bureau tem uma área de 
3,5 km², dos quais 3,5 km² cobertos por terra e 0,0 km² cobertos por água. Bonita localiza-se a aproximadamente 26 m acima do nível do mar.

## Localidades na vizinhança
O diagrama seguinte representa as localidades num raio de 28 km ao redor de Bonita. 